# Бурятська Автономна Радянська Соціалістична Республіка
Бурятська Автономна Радянська Соціалістична Республіка (Бурятська АРСР) — у 1923—1992 роках автономна республіка у складі РРФСР (1923—1991) і Російської федерації (1991—1992). Створена російськими більшовиками 30 травня 1923 року як Бурято-Монгольська АРСР на території проживання бурятів і землях колишнього Забайкальського козацького війська. Столиця — Улан-Уде (до 1934 року — Верхньоудинськ). Розміщувалася на сході країни, на кордоні з Монголією. 1958 року перейменована на Бурятську АРСР. 8 жовтня 1990 Верховна рада Бурятської АРСР прийняла декларацію про державний суверенітет у складі Росії, а 27 травня 1992 року — закон про перейменування АРСР на Республіку Бурятія.

## Назва
- Бурятська Автономна Радянська Соціалістична Республіка (бур. Буряадай Автономито Совет Социалис Республика; рос. Бурятская Автономная Советская Социалистическая Республика) — назва від 7 липня 1958 року згідно з указом Президиуму Верховної Ради СРСР.
- Бурятська АРСР
- Бурято-Монгольська АРСР — назва від 30 травня 1923 року до 7 липня 1958 року.

## Історія
Радянська влада на території Бурятії була встановлена в лютому 1918 року, але вже влітку 1918 вона була повалена. У Забайкаллі за підтримки японських військ встановилася військова диктатура отамана Семенова, в серпні 1918 Бурятію окупували японські війська.
2 березня 1920 року Червона армія за підтримки партизан відвоювала Верхньоудинськ. Західна Бурятія увійшла до складу РРФСР, східна — до складу Далекосхідної республіки (ДСР). Верхньоудинськ у квітні — жовтні 1920 був столицею ДСР.
9 січня 1922 була утворена Монголо-Бурятська автономна область у складі РРФСР (Тункинський, Аларський, Ехиріт-Булагатський, Боханський і Селенгинський аймаки; центр — Іркутськ).
У Східному Забайкаллі у складі ДСР ще в квітні 1921 була створена Бурят-Монгольська автономна область (Агінський, Баргузинський, Хоринський і Читинський аймаки; центр — Чита).
Після виведення іноземних військ з Далекого Сходу і самоліквідації ДСР (у листопаді 1922) Монголо-Бурятська автономна область і Бурят-Монгольська автономна область 30 травня 1923 об'єдналися в Бурят-Монгольську АРСР (центр — Верхньоудинськ) у складі РРФСР . У жовтні того ж року до Бурят-Монгольської АРСР відійшла велика частина скасованої Прибайкальської губернії.
Бурят-Монгольська АРСР входила в Східно-Сибірський край до його скасування у 1936.
У 1937 році при поділі Східно-Сибірської області на Іркутську і Читинську області зі складу Бурят-Монгольської АРСР були виділені Усть-Ординський (у складі Іркутської області) і Агінський (у складі Читинської області) бурят-монгольські автономні округи.
11 серпня 1937 на 7-му з'їзді Рад Бурят-Монгольської АРСР була прийнята нова конституція автономної республіки.
7 липня 1958 Бурят-Монгольська АРСР указом президії Верховної Ради СРСР перейменована в Бурятську АРСР. 25 грудня 1958 було внесено відповідну зміну до ст. 22 конституції СРСР 1936 року, а через 2 дні аналогічна зміна була внесена в ст. 14 конституції РРФСР 1937
8 жовтня 1990 — проголошення Бурятської Радянської Соціалістичної Республіки. 24 травня 1991 З'їзд народних депутатів РРФСР затвердив це рішення, внісши поправку в ст.71 конституції РРФСР 1978 року. Але, позбавлення Бурятії статусу АРСР суперечило ст. 85 конституції СРСР. Таким чином, до розпаду СРСР дані рішення про зміну статусу республіки були сумнівними.
22 лютого 1992 року — прийняття нової Конституції.
16 травня 1992 Бурятська РСР перейменовується в Республіку Бурятія.

## Адміністративний поділ

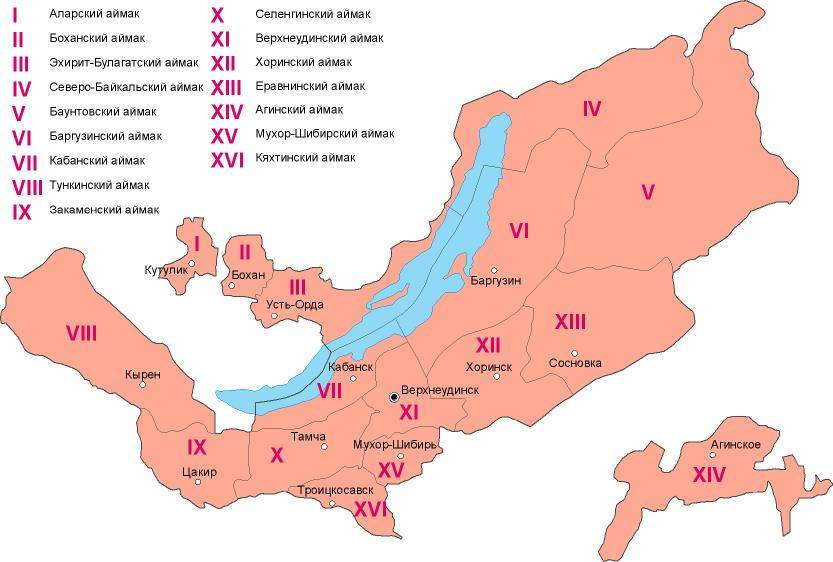
Бурят-Монгольська АРСР у 1925

У 1923 — 1977 роках поділялася на аймаки, які згодом перейменували на російські райони.

## Населення
- Національний склад[4]

| народ/рік | 1926   | 1939   | 1959   | 1970   | 1979   | 1989   |
| --------- | ------ | ------ | ------ | ------ | ------ | ------ |
| росіяни   | 52,9 % | 72,0 % | 74,6 % | 73,5 % | 72,0 % | 69,9 % |
| буряти    | 43,9 % | 21,3 % | 20,2 % | 22,0 % | 23,0 % | 24,0 % |
| українці  | …      | 2,5 %  | 1,5 %  | 1,3 %  | 1,7 %  | 2,2 %  |
| татари    | …      | …      | 1,2 %  | 1,2 %  | 1,1 %  | 1,0 %  |